# Pesqueira
Pesqueira là một đô thị thuộc bang Pernambuco, Brasil. Đô thị này có diện tích 1000 km², dân số năm 2007 là 63.878. người, mật độ 60,5 người/km².